# Ecclinusa guianensis
Ecclinusa guianensis là một loài thực vật có hoa trong họ Hồng xiêm. Loài này được Eyma mô tả khoa học đầu tiên năm 1936.